# 優しい彗星
「優しい彗星」（やさしいすいせい・英語: Comet）は、日本の音楽ユニットYOASOBIの楽曲。2021年1月20日に各種音楽配信サービスにてリリースされた。フジテレビ系アニメ『BEASTARS』第2期エンディングテーマに使用されている。2021年3月24日発売のCDシングル『怪物/優しい彗星』に収録された。

## 概要
YOASOBIの配信作品としては、前作『怪物』に続いて8作目となる楽曲で、テレビアニメ『BEASTARS』第2期エンディングテーマに使われていた。楽曲は、『BEASTARS』の作者である板垣巴留による完全書き下ろし小説である『獅子座流星群のままに』を元に制作されている。
ミュージックビデオは3月25日にYouTubeにてプレミア公開された。監督は門脇康平が務めており、『BEASTARS』の作者・板垣巴留による書き下ろし小説と楽曲の世界観をもとに制作された映像で、物語で重要な役割を果たすルイとイブキに焦点が当てられている。

## チャート成績
本楽曲は、2021年2月1日付（集計期間：2021年1月18日～1月24日）のBillboard JAPANダウンロード・ソング・チャート「Download Songs」にて、初登場2位 (18,601DL) を記録した。

### 認定と売上
|                                | 認定 (RIAJ) | 売上/再生回数      |
| ------------------------------ | ----------- | ------------------ |
| ダウンロード                   | ゴールド    | 119,000 DL         |
| ストリーミング                 | ゴールド    | 50,000,000* 回再生 |
| *認定のみに基づく売上/再生回数 |             |                    |

## テレビ披露
2021年12月30日にTBS系で放送された『第63回 輝く！日本レコード大賞』にて、「怪物」「もしも命が描けたら」と共にフルサイズで披露された。